# Lanterntest (Beyne)

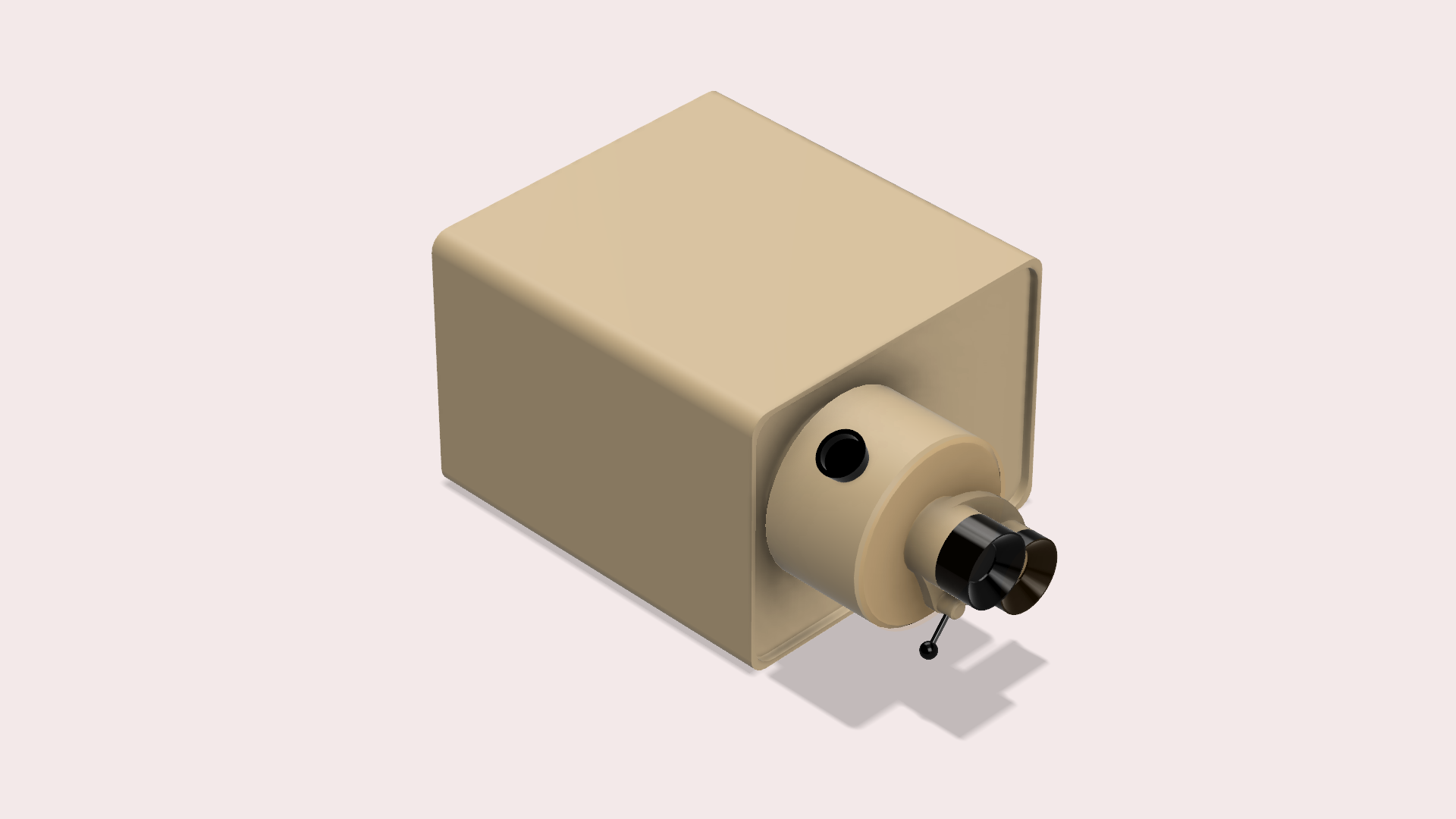
Tritest L3 (Luneau France)

Der Lanterntest nach Beyne ist ein Testverfahren zur Untersuchung des Farbsehvermögens der jeweiligen Testperson. Bei den Testpersonen handelt es sich meist um Personen, bei denen bereits eine Farbsehstörung vorliegt bzw. bei denen eine vermeintliche Farbsehstörung unter Verwendung der Ishihara-Farbtafel diagnostiziert wurde. Es besteht bei solchen Menschen die Fragestellung, ob sie bestimmte Berufe (beispielsweise den Beruf des Piloten) ausüben können. Neben Frankreich und dem Vereinigten Königreich ist dieses Testverfahren auch in Deutschland anerkannt, wo es beim Deutschen Zentrum für Luft- und Raumfahrt (DLR) in Köln durchgeführt wird. Die Idee hinter dem Test ist es, eine möglichst realitätsnahe Situation zu schaffen, indem der Testperson in einem abgedunkelten Raum einzelne kleine Lichtpunkte in den Farben Rot, Grün, Blau, Weiß und Gelb in zufälliger Reihenfolge und für kurze Momente gezeigt werden. Hierbei muss die Testperson diese ohne Fehler benennen können.

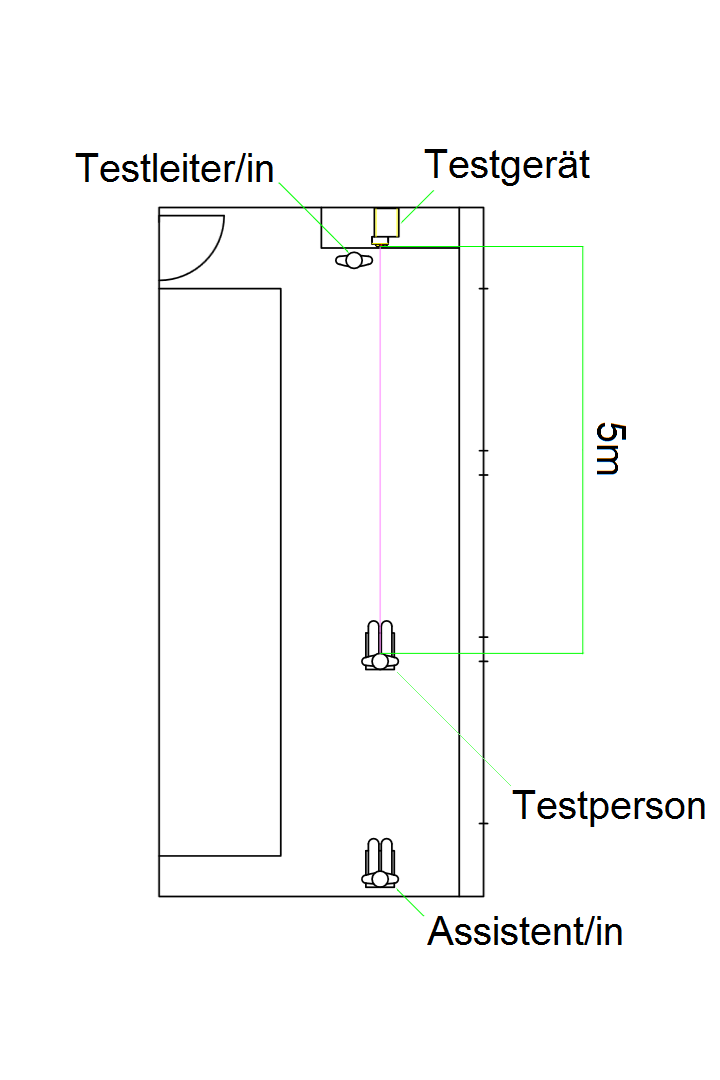
Ungefährer Grundriss des Raums, in dem der Lanterntest beim DLR in Köln durchgeführt wird

## Geschichte
Erfunden wurde das Verfahren von dem französischen Militär-Arzt Jules Beyne (1880–1968), der in den 1930er Jahren eine leitende Position bei der Entwicklung der französischen Luftfahrt-Medizin einnahm. Viele Geräte wurden unter anderem an französische Militär-Krankenhäuser verteilt. Es gab mehrere Versionen des Geräts. Das Testgerät wird nicht mehr produziert.
Bis Ende der 2000er Jahre wurde der Testperson vorher jede Farbe gezeigt und benannt. Anschließend wurde der Test mit zehn Präsentationen durchgeführt. Bis August 2018 wurde der Lanterntest in Köln mit folgenden Parametern durchgeführt. Der Test wurde bis dato direkt im Anschluss wiederholt, falls die Testperson nur einen Fehler machte.
| Eigenschaft                                | Wert |
| ------------------------------------------ | --- |
| Entfernung Proband/Testgerät               | {\displaystyle 5\,\mathrm {m} } |
| Größe ({\displaystyle d}) des Lichtpunktes | {\displaystyle 3'={\frac {3}{60}}^{\circ }} Das heißt in diesem Fall: {\displaystyle d=\tan \left({\frac {3}{60\cdot 2}}^{\circ }\right)\cdot 5\,\mathrm {m} \cdot 2\approx 4{,}363323\,\mathrm {mm} } |
| Anzeigedauer                               | {\displaystyle 0{,}5\,\mathrm {s} } |
| Zeit für Antwort                           | {\displaystyle 3\,\mathrm {s} } nachdem das Licht erloschen ist |
| Anzahl der Anzeigen                        | {\displaystyle 12} (plus einmal Weiß am Anfang) oder im Ausnahmefall {\displaystyle 24} (plus einmal weiß am Anfang)                                                                                   |
| Anzahl der Wiederholungen pro Farbe        | Rot: {\displaystyle 3} Grün: {\displaystyle 3} Blau: {\displaystyle 2} Weiß: {\displaystyle 3} Gelb: {\displaystyle 1} oder im Ausnahmefall doppelt so viele                                           |
| Anzahl der Lichtpunkte pro Anzeige         | 1 |

## Durchführung (Deutschland)
Neben dem Gerät steht ein Testleiter und hinter der Testperson sitzt ein Assistent. Die Aufgabe des Testleiters am Gerät liegt sowohl in der Bedienung des Geräts als auch in der Erläuterung des Ablaufs vor dem Test. Die Aufgabe des Assistenten hinter der Testperson liegt darin, die Antworten der Testperson zu notieren. Bevor der Test beginnt, wird der Test vom Testleiter erläutert, indem der Testperson ein bereits festgelegter Text vorgelesen wird, in dem sinngemäß steht: 
Dieser Test soll feststellen ob Sie in der Lage sind die Farben Rot, Grün, Blau, Weiß und Gelb sicher zu unterscheiden und benennen. Die Farben leuchten für ungefähr eine Sekunde auf und anschließend haben Sie drei Sekunden Zeit, eine Antwort zu geben. Eine falsche Antwort kann nicht korrigiert werden und Zögern wird ebenfalls als Fehler gewertet. Ein fehlerfreier Test gilt als bestanden. Vor dem Test geben wir Ihren Augen drei Minuten Zeit sich an die Dunkelheit anzupassen. Anschließend zeigen wir Ihnen als erstes Licht die Farbe Weiß. Das Weiß ist ein sehr schmutziges oder gelbliches Weiß und das Gelb wird von manchen Menschen als Orange bezeichnet. Das Gelb dürfen auch Sie als Orange oder Gelb-Orange bezeichnen, das Weiß jedoch sollen Sie stets als Weiß bezeichnen. Vor jeder nächsten Farbe bereite ich Sie mit den Worten „Die Nächste“ auf diese vor. Falls Sie jetzt keine Fragen mehr haben, schalte ich nun das Licht aus. Nach drei Minuten werde ich Ihnen die Farbe Weiß zeigen.
Anschließend schaltet der Testleiter das Licht aus und stellt eine Eieruhr auf drei Minuten ein. Im Raum herrscht absolute Dunkelheit, sodass die Testperson nichts sehen kann. Sobald die Eieruhr klingelt stellt der Testleiter die Testperson auf das kommende Weiß ein, das dieser anschließend für eine halbe Sekunde gezeigt wird. Danach beginnt der Test mit folgenden Parametern:
| Eigenschaft                                | Wert |
| ------------------------------------------ | --- |
| Entfernung Proband/Testgerät               | {\displaystyle 5\,\mathrm {m} } |
| Größe ({\displaystyle d}) des Lichtpunktes | {\displaystyle 3'={\frac {3}{60}}^{\circ }} Das heißt in diesem Fall: {\displaystyle d=\tan \left({\frac {3}{60\cdot 2}}^{\circ }\right)\cdot 5\,\mathrm {m} \cdot 2\approx 4{,}363323\,\mathrm {mm} } |
| Anzeigedauer                               | {\displaystyle 0{,}5\,\mathrm {s} } |
| Zeit für Antwort                           | {\displaystyle 3\,\mathrm {s} } nachdem das Licht erloschen ist |
| Anzahl der Anzeigen                        | {\displaystyle 24} |
| Anzahl der Wiederholungen pro Farbe        | Rot: {\displaystyle 6} Grün: {\displaystyle 6} Blau: {\displaystyle 4} Weiß: {\displaystyle 6} Gelb: {\displaystyle 2}                                                                                 |
| Anzahl der Lichtpunkte pro Anzeige         | {\displaystyle 1} |

Beispiel für einen Lanterntest nach Beyne (Farben: Siehe Beschreibung)

Auf die kommende nächste Anzeige wird die Testperson kurz vorher mit den Worten „Die Nächste“ hingewiesen. Zwischen den Präsentationen benutzt der Testleiter eine Taschenlampe, um seine eigenen Unterlagen zu sehen. Dies bemerkt die Testperson zwar, wird von dieser aber normalerweise nicht als störend empfunden. Er/Sie antwortet nach jeder Anzeige mit „Rot“, „Grün“, „Blau“, „Weiß“ oder „Gelb“/„Gelb-Orange“/„Orange“ oder sagt nichts, wenn er/sie die Farbe des gezeigten Lichtpunktes nicht benennen kann. Falls er/sie keinen Fehler gemacht hat, gilt der Test als bestanden. Hat er/sie einen oder mehr Fehler gemacht, gilt er als nicht bestanden. Am Ende bekommt er/sie einen fälschungssicheren (Prägestempel des DLR, fälschungssicheres Papier) Nachweis zur Vorlage beim Fliegerarzt, auf dem das Testergebnis (Farbensicher/Nicht farbensicher) maschinell angekreuzt ist und der Name der Testperson steht. Bei Nichtbestehen wird der Grund dafür nicht genannt, sprich die Testperson weiß nicht, welche Farben sie falsch benannt hat. Außerdem wird für die Durchführung des Tests bereits vorher eine Gebühr von 125 Euro (Stand 2018) erhoben. Bei Nichtbestehen darf der Test alle sechs Monate wiederholt werden, allerdings ist es einem der Erwerb des Medical 1 zunächst in Deutschland verwehrt. Auf das Medical 2 kommt ein VCL-Vermerk, der das Fliegen bei Nacht verbietet. Dennoch kann vom Segelflugschein (SPL) bis zur Privatpilotenlizenz (PPL) jede Fluglizenz erworben werden – Unter Umständen mit Einschränkungen. Der Lanterntest nach Beyne kann in Deutschland entweder auf Eigeninitiative oder auf Verweisung an das LBA durch den zuständigen Fliegerarzt nach Nichtbestehen des Medicals durchgeführt werden. Der zweite Fall wird im EASA-Sprachgebrauch als "secondary review procedure" (englisch für Zweit- bzw. Sondergutachten) bezeichnet. Auf dieses Sondergutachten hat nach EASA-Regularien jeder Pilotenanwärter, dem sein Medical verwehrt wird, ein Recht.

## Das Testgerät

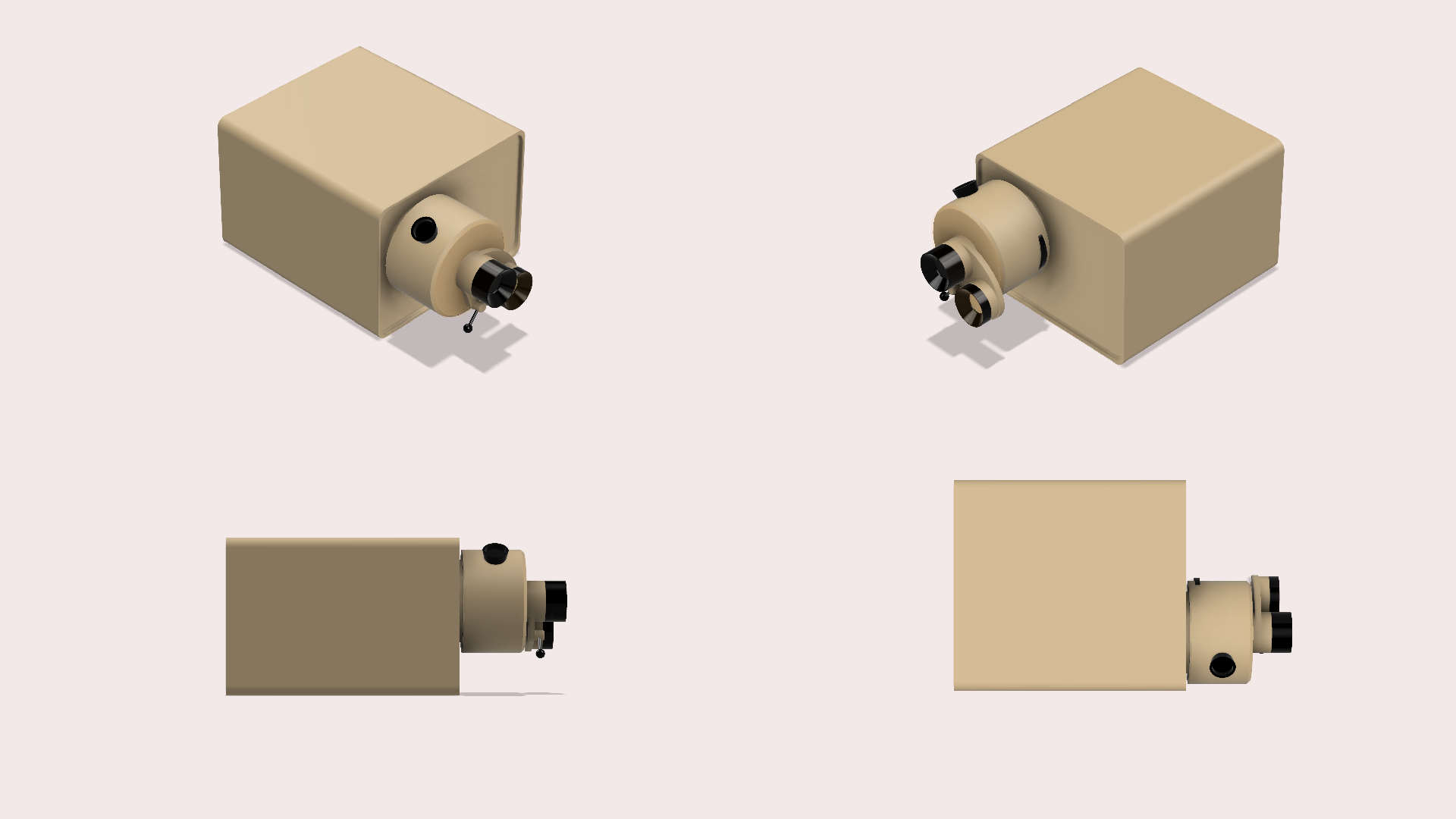
Tritest L3 Luneau France (aus vier Perspektiven)

Bei dem Gerät handelt es sich um ein Fabrikat des Herstellers Luneau France mit dem Namen Tritest L3. Eine andere Bezeichnung für das Gerät bzw. das Testverfahren ist Beyne Type 2 (Aviation). Das Gerät wird nicht mehr produziert. Der Herstellungszeitraum des Testgeräts beim DLR liegt ca. in den 1980er Jahren. Die ersten Geräte dieser Art wurden jedoch bereits 1951 von einem anderen Hersteller produziert und werden als die „originale Beyne-Lantern“ bezeichnet.
Vor dem Gerät ist ein Zylinder angebracht, an dessen Seite sich ein schwarzes Guckloch befindet, durch das der Testleiter die Farbe der aktuellen Präsentation sehen kann. Zusätzlich befindet sich auf der anderen Seite des Zylinders ein Einstellrad, über das der Testleiter die Farbe der Präsentation einstellt (Weiß, Grün, Rot, Blau, Gelb-Orange und einige Doppelfarben). An der Front des Gerätes befinden sich zwei Linsen: Der Compur-Verschluss, mit dessen Hilfe das Einstellen exakter Belichtungszeiten und Lichtpunkt-Größen möglich ist, und eine Linse, die dauerhaft Lichtdurchlässig ist und keine Einstellmöglichkeiten bietet. Im Gegensatz zum Compur-Verschluss bietet sie aber die Möglichkeit zwei Lichtpunkte übereinander anzuzeigen. Je nach Bedarf muss die jeweilige Linse auf den eigentlichen Licht-Ausgang in der Mitte des Zylinders auf der Vorderseite des Geräts geschraubt werden.
Das in Köln beim DLR verwendete Gerät hat folgende Eigenschaften:
- Der Strom wird aus einer normalen Eurosteckdose bezogen
- Als Lichtquelle dient eine Glühlampe
- Die Anzeigedauer ist variabel (1/500 Sekunde bis 1 Sekunde bei Compur-Verschluss, permanente Anzeige bei Linse)
- Die Größe des Lichtpunktes ist variabel (1' bis 6', siehe Winkelminute bei Compur-Verschluss, offen bei Linse)
- Es lässt sich einstellen, ob der Testperson ein oder zwei Lichtpunkte gleichzeitig gezeigt werden (Zwei Lichtpunkte können nur angezeigt werden, wenn die Linse aufgeschraubt ist)
- Als Verschluss dient ein Fabrikat des Typs Compur mit der Größe #0

Kurz nachdem der Testleiter ausgelöst hat, macht das Gerät das Geräusch eines Federmechanismus (typisch für die Zeitschaltung eines Compur-Verschlusses). Die Test-Parameter beim DLR in Köln bleiben stets dieselben (siehe Tabelle oben).

## Die Farben

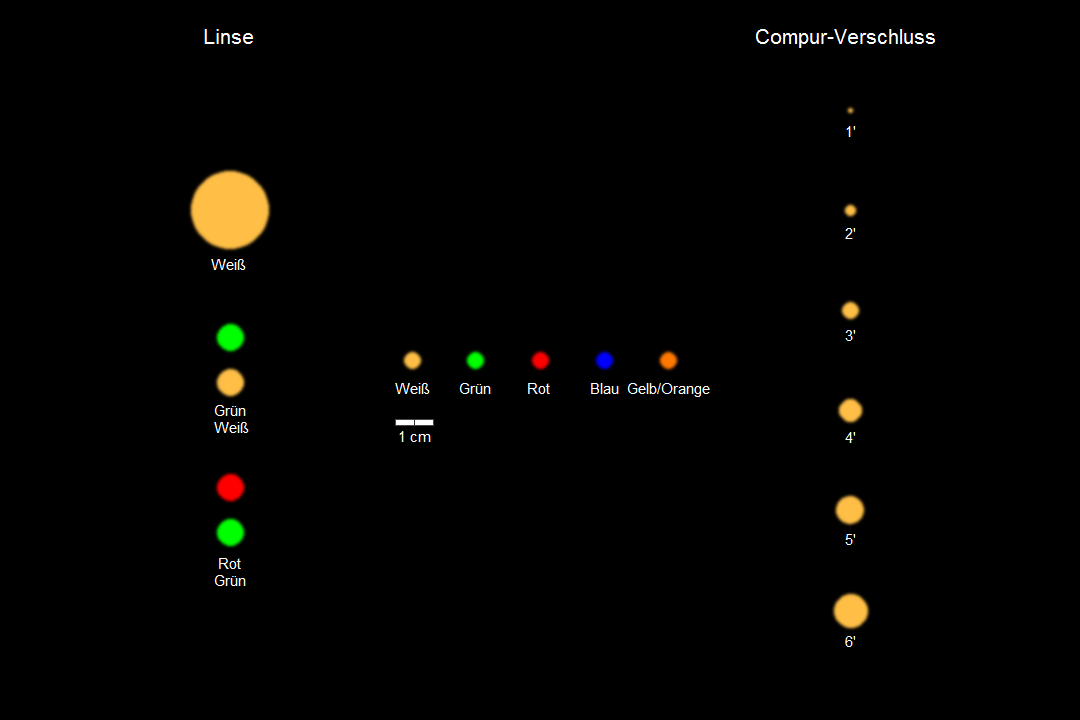
Abbildung der Farben der Beyne-Lantern mit den verschiedenen Öffnungswinkeln

Wie bereits erwähnt, werden die Farben Rot, Grün, Blau, Weiß und Gelb gezeigt. Studien haben gezeigt, dass sich auch Normalsichtige mit den Farben Weiß und Gelb schwer tun. Das Weiß entspricht der Farbe einer Glühlampe und kann daher als schmutziges Weiß, Warmweiß (ca. 2450 K) oder helles Beige/Sandfarben bezeichnet werden. Manche bezeichnen die Farbe auch als Gelb, dies stimmt jedoch nicht mit der offiziellen Bezeichnung für diese Farbe überein. Das Gelb entspricht der Farbe eines Autoblinkers oder einer Warnleuchte und wird zum Teil auch als Gelb-Orange oder Orange bezeichnet. Die Farben Rot, Grün und Blau bezeichnen Normalsichtige auch als diese Farben. Allerdings besteht nur ca. die Hälfte der Normalsichtigen den kompletten Test.
| Farbe | Wellenlänge | Leuchtdichte                                     | CIE-Koordinaten (1931)        |
| ----- | ----------- | ------------------------------------------------ | ----------------------------- |
| Rot   | 623 nm      | unbekannt                                        | {\displaystyle (0.700,0.300)} |
| Grün  | 530 nm      | unbekannt                                        | {\displaystyle (0.200,0.700)} |
| Blau  | 465 nm      | {\displaystyle 5\,\mathrm {\frac {cd}{m^{2}}} }  | {\displaystyle (0.140,0.070)} |
| Weiß  | 583 nm      | unbekannt                                        | {\displaystyle (0.495,0.440)} |
| Gelb  | 595 nm      | {\displaystyle 85\,\mathrm {\frac {cd}{m^{2}}} } | {\displaystyle (0.600,0.400)} |

### Wirkung auf Personen mit einer Farbsehstörung
Sowohl Menschen mit einer Deuteranomalie als auch mit einer Protanomalie haben je nach Ausprägung Schwierigkeiten Grün und Weiß voneinander zu unterscheiden. Bei der Protanomalie treten zudem häufig Probleme bei der Unterscheidung von Rot und Gelb-Orange auf. In der Studie der City-University in London hatten lediglich Normalsichtige und Probanden mit einer Deuteranomalie eine Bestehens-Chance. Für Menschen mit Deuteranopie (Grün-Blindheit), Protanopie (Rot-Blindheit) oder Monochromasie (Farbenblindheit im eigentlichen Sinn) besteht nahezu keine Möglichkeit, den Lanterntest nach Beyne zu bestehen, da sie das betroffene Licht nicht anhand seiner Farbe von einem anderen betroffenen Licht unterschieden können. Falls eine Person aufgrund ihrer Farbsehstörung die Farbe eines Lichts nicht erkennt, besteht für sie unter Umständen dennoch die Möglichkeit, diese anhand ihrer Helligkeit und/oder Sättigung zu erkennen. Durch die Auflage, dass der Test nur alle sechs Monate wiederholt werden darf und dass der Testperson der Grund für das Testergebnis nicht mitgeteilt werden darf, wird unter anderem diesem „Lerneffekt“ entgegengewirkt. Es ist nicht möglich, sich die genaue Sättigung oder Helligkeit einer Farbe über sechs Monate zu merken. Außerdem kann man diese auch nicht zuordnen, wenn einem das eigentliche Testergebnis verschwiegen wird.

## Gesetzliche Grundlagen
In der Verordnung der EASA von 2011 steht zum Umgang mit Menschen mit einer Farbfehlsichtigkeit bezüglich der medizinischen Tauglichkeit zum Luftfahrzeugführer folgendes:
"AMC1 MED B.075 Colour vision 
(a) At revalidation, colour vision should be tested on clinical indication. 
(b) The Ishihara test (24 plate version) is considered passed if the first 15 plates, presented in a random order, are identified without error. 
(c) Those failing the Ishihara test should be examined either by: 
(1) anomaloscopy (Nagel or equivalent). This test is considered passed if the colour match is trichromatic and the matching range is 4 scale units or less; or by 
(2) lantern testing with a Spectrolux, Beynes or Holmes-Wright lantern. This test is considered passed if the applicant passes without error a test with accepted lanterns."
Übersetzung:
"AMC1 MED B.075 Farbensehen
(a) Bei einer Verlängerung des Medicals muss das Farbsehvermögen klinisch getestet werden. 
(b) Der Ishihara-Test (Version mit 24 Testbildern) gilt als bestanden, wenn alle 15 Testbilder, präsentiert in zufälliger Reihenfolge, ohne Fehler erkannt werden. 
(c) Personen, die den Ishihara-Test nicht bestehen, müssen wie folgt untersucht werden:
(1) Anomaloskop (Nagel oder Ähnlicher). Dieser Test gilt als bestanden, wenn der Farbabgleich trichromatisch ist und die Einstellbreite bei 4 Skaleneinheiten oder weniger liegt, oder
(2) Lanterntest mit einer Spectrolux, Beynes oder Holmes-Wright Lantern. Dieser Test gilt als bestanden, wenn die Testperson einen der akzeptierten Tests ohne Fehler besteht."
Obwohl in dieser Richtlinie drei verschiedene Typen des Lanterntests angegeben sind, kommt nur der Lanterntest nach Beyne in Deutschland zur Anwendung.

## Kritik
Der Lanterntest nach Beyne ist international bereits mehrmals in Kritik geraten und wurde in mehreren Studien untersucht, bei denen man die Ergebnisse von normalsichtigen Probanden mit denen von Probanden mit einer Farbsehstörung verglich. Außerdem wurden die Ergebnisse des Lanterntests nach Beyne mit den Ergebnissen anderer Lanterntests (Farnsworth, Spectrolux etc.) verglichen. Hierbei stellte sich heraus, dass etwa 50 % der Probanden ohne Farbsehstörung den Test bei mindestens einem Durchlauf nicht bestanden haben. Außerdem waren die Ergebnisse nicht immer reproduzierbar, sodass es vorkam, dass ein Proband bei mehreren Durchläufen unterschiedliche Ergebnisse erzielte. Die Studie zeigt: Grundsätzlich darf auch noch bei einem oder zwei durchgefallenen Lanterntests davon ausgegangen werden, dass der nächste Test bestanden wird.
Diese Studie wurde so durchgeführt, dass man eine Reihe von fünf Farben (Rot, Grün, Blau, Weiß und Gelb in zufälliger Reihenfolge) als einen Durchlauf betrachtete. Da von nun an aber vierundzwanzig (statt fünf) Farben gezeigt werden, sinkt die Wahrscheinlichkeit diesen Test zu bestehen auch für Normalsichtige weiter. Obwohl der Testperson angekündigt wird, sie würde die Farben für eine Sekunde sehen, werden diese nur für eine halbe Sekunde präsentiert. Diese Tatsache macht zusammen mit der großen Anzahl an Präsentationen einen enormen Unterschied.
Zudem gelten nicht überall auf der Welt die gleichen Standards wie in Europa und somit in Deutschland. Daher dürfen ausländische Piloten, die aufgrund ihrer Farbfehlsichtigkeit in Deutschland vielleicht nie eine Lizenz bekommen hätten, dennoch durch den deutschen Luftraum fliegen. Beispielsweise in den Vereinigten Staaten ist ein ganz anderes Testverfahren, der sogenannte Medical Flight Test (MFT), Standard. Hierbei müssen die Testpersonen unter realen Bedingungen (es wird ein Flug durchgeführt) unter anderem Details in der Landschaft, Farben von Lichtern im und außerhalb des Cockpits und Weiteres erkennen und benennen können. Dieser Test ist für die Testperson deutlich einfacher zu bestehen und zudem der Realität deutlich näher.